# Krisztián Németh (1975)
Krisztián Németh (* 5. dubna 1975, Dunajská Streda, Československo) je bývalý slovenský fotbalový obránce a reprezentant. Mimo Slovensko působil na klubové úrovni v Maďarsku v klubu FC Tatabánya. Po skončení hráčské kariéry se stal trenérem.
Je fotbalovou legendou slovenského klubu DAC Dunajská Streda, hrál zde v mládeži, v A-mužstvu a působil tady i jako trenér a sportovní ředitel. Jeho manželka Lívia je nejlepší házenkářka Slovenska za rok 2002. Spolu mají 2 syny, Attilu a Leventeho.

## Klubová kariéra
- Orechová Potôň (mládež)
- DAC Dunajská Streda (mládež)
- DAC Dunajská Streda 1995
- Slovan Bratislava B 1995–1996
- FK VTJ Koba Senec 1996–1997
- DAC Dunajská Streda 1997–2001
- Družstevník Báč 2001–2002
- FC Rimavská Sobota 2002–2005
- FC Tatabánya 2005
- Matador Púchov 2006
- DAC Dunajská Streda 2006–2011

Jeho otec byl tělocvikář a trenér. Krisztián vyrůstal v obci Orechová Potôň v okrese Dunajská Streda na jihu Slovenska, kde s ostatními chlapci často hrával kopanou, ale věnoval se i dalším sportům (např. atletice). V 15 letech se dostal do klubu DAC Dunajská Streda, kde hrál mládežnickou ligu pod vedením trenérů Jákliho, Kalmára, Lelkesa, Grajcára a dostal se i do A-týmu. Později odešel na studia na Fakultu tělesné výchovy a sportu do Bratislavy, kde nastoupil ve svých 19 letech ve slovenské druhé lize za B-tým Slovanu Bratislava. Poté hrál krátce za FK VTJ Koba Senec. Po návratu do Dunajské Stredy se stal členem A-mužstva DACu, nastupoval převážně v obraně. Mezi jeho spoluhráče patřili Árpád Gögh, Mikuláš Radványi, Béla Balla, Igor Szkukalek, Balázs Borbély, z trenérů jej vedli např. Ladislav Škorpil a Ladislav Kuna.
V letech 2001–2002 nastupoval za tým Družstevník Báč, následovalo angažmá v FC Rimavská Sobota (zde vyhrál s týmem slovenskou druhou ligu). V roce 2005 si vyzkoušel své první zahraniční angažmá v maďarském klubu FC Tatabánya, kde jej trénoval Tibor Sisa. V roce 2006 byl již zpět na Slovensku v klubu Matador Púchov, kde hrál pod vedením českého trenéra Pavla Vrby. V letech 2006–2011 hrál opět v DAC Dunajská Streda, kde zakončil hráčskou kariéru.

## Reprezentační kariéra
V A-mužstvu Slovenska debutoval 2. 12. 2004 na thajském turnaji King's Cup v Bangkoku proti domácí reprezentaci Thajska (remíza 1:1). Byl to jeho jediný start ve slovenském národním týmu.

## Trenérská kariéra
Po skončení hráčské kariéry se začal věnovat trenéřině. V klubu DAC Dunajská Streda působil na různých trenérských postech (jako asistent, hlavní kouč i sportovní ředitel).